# Bình Long, Bình Sơn
Bình Long là một xã thuộc huyện Bình Sơn, tỉnh Quảng Ngãi, Việt Nam.
Xã Bình Long có diện tích 13,8 km², dân số năm 2003 là 6257 người, mật độ dân số đạt 453 người/km².